# Dustin Moseley
Dustin Aaron Moseley (né le 26 décembre 1981 à Texarkana, Texas, États-Unis) est un lanceur droitier au baseball. Il a évolué dans les Ligues majeures entre 2006 et 2012.

## Carrière

### Angels de Los Angeles
Dustin Moseley est un choix de première ronde des Reds de Cincinnati en 2000. Le 14 décembre 2004, après sa quatrième année en ligues mineures, les Reds l'échangent aux Angels d'Anaheim contre un autre lanceur, Ramon Ortiz.
Moseley fait ses débuts dans les majeures le 17 juillet 2006 avec les Angels. Lanceur partant de son équipe, il lance cinq manches contre les Indians de Cleveland et, malgré quatre points alloués, remporte sa première victoire en carrière.
Le droitier joue jusqu'à la fin de la saison 2009 avec les Angels, étant utilisé tantôt comme partant, tantôt en relève. Dans ce dernier rôle, il est particulièrement utilisé en 2007, effectuant 38 sorties auxquelles s'ajoutent les huit parties entreprises comme lanceur partant. Il apparaît brièvement au monticule cette année-là pendant une manche dans la Série de championnat de la Ligue américaine contre les Red Sox de Boston.

### Yankees de New York

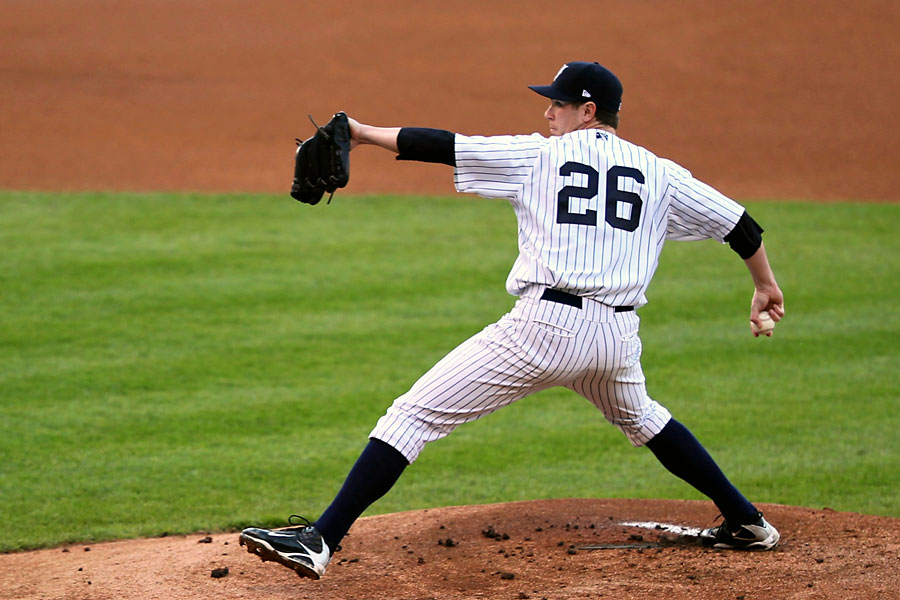
Moseley au monticule pour les Yankees en 2010.

Devenu agent libre après la saison 2009, il signe en février 2010 avec les Yankees de New York. Il est employé durant l'année comme lanceur partant lorsque Andy Pettitte se retrouve sur la liste des joueurs blessés. Il remporte quatre décisions et encaisse quatre défaites en 16 matchs, dont neuf départs. Il lance deux manches au cours du premier match de la Série de championnat 2010 de la Ligue américaine, et est le lanceur gagnant dans la victoire des Yankees sur les Rangers du Texas. New York perd toutefois la série.

### Padres de San Diego
Le 13 décembre 2010, Moseley, devenu agent libre, signe un contrat des ligues mineures avec les Padres de San Diego. Il passe une partie importante de la saison avec les Padres dans le rôle de lanceur partant et amorce 20 rencontres. Malgré une bonne moyenne de points mérités (3,30 en 120 manches lancées) il ne remporte que 3 victoires et subit 10 défaites. Sa fiche peu reluisante s'explique par le peu de support offensif qui lui est offert par les frappeurs de son équipe. À ses 4 premiers départs, les Padres ne lui donnent aucun point,. À son 5e départ de l'année, il a déjà lancé 27 manches et deux tiers lorsqu'il voit enfin ses coéquipiers compter un point, et il patiente une manche de plus pour enfin travailler avec une avance à préserver. Dans ses 10 défaites, les Padres ne marquent au total que 12 points, et ce nombre tombe tombe à seulement 5 points en 9 matchs si on fait abstraction d'un match, perdu, où ils comptent 7 points en mai. À 5 reprises durant l'année, l'offensive de San Diego ne produit aucun point et en 4 occasions elle ne marque qu'une seule fois lorsque Moseley amorce un match. Après avoir sauté son tour dans la rotation en juin après s'être partiellement disloqué l'épaule gauche, le droitier revient au jeu mais voit sa saison se terminer le 26 juillet. Il est opéré à cette épaule en août.
Il ne joue qu'un match avec les Padres en 2012.